# Megafault
MegaFault o en español Terremoto es una película del 2009 por The Asylum, dirigida por David Michael Latt, protagonizada por Miranda Schwein y Eriq La Salle.

## Trama
En West Wirginia, Charley "Boomer" Baxter está controlando la posición de explosiones en montañas. Él detona el TNT y un enorme terremoto devasta la zona. Después de unas horas, la Dr. Amy Lane, una sismóloga del gobierno, llega al epicentro del terremoto. La Dr. Lane se da cuenta de que el sismo principal ha abierto una profunda fractura que atraviesa el centro de América del Norte. La Dr. Lane y Boomer deben correr hacia la ruptura poderosa en la tierra, inventando un plan para detener el próximo temblor.

## Elenco
- Brittany Murphy como la Dra. Amy Lane
- Eriq La Salle como Charley "Boomer" Baxter.
- Justin Hartley como Dan Lane.
- Bruce Davison como el Dr. Mark Rhodes.
- Miranda Schwien como Miranda Lane.
- Paul Logan como Major Boyd Grayson.
- Jack P. Downing como el General Banks.
- Jack Goldenberg como Sebastián, el manejador del tráiler de combustible.
- Andrew Stephen Pratt como Armstrong, el soldado que habla micrófono de orejeras.
- Christine Van Vooren como Mona, la soldada que habla micrófono de orejeras.
- Sarah Garvey como Jerry Blair.
- Mary Cunliffe como Joanne Raye, jefa de rescates.
- Paul Melvin Walker III como Doug, el bombero de Kentucky.
- Richard "Goose" Giesecke como Glen.
- Gloria Long Collins como Vanessa, la esposa de Glen.
- Trevor Collins como Norman, el hijo de Glen y Vanessa.
- Kaitlyn Makelbust como Katie, la hija de Glen y Vanessa.
- Jeff Asheraft como Mayor Grace.
- Whitney Engstrom como Jesse, el minero compañero de Boomer.

## Doblaje
- Cristina Hernández como la Dra. Amy Lane.
- Víctor Hugo Aguilar como Charley "Boomer" Baxter.
- Óscar Bonfiglio como Dan Lane.
- Pedro D'Aguillón Jr. como el Dr. Mark Rhodes.

## Producción
La película es una película de ciencia ficción original.

## Banda sonora
La banda sonora destacada incluye a Victoria Mazze, Chris Ridenhor y The Divine Madness.

## Lanzamiento
Se estrenó el 10 de octubre de 2009 en el canal Syfy y fue lanzada en DVD el 24 de noviembre de 2009. Se estrenó el 10 de diciembre de 2010 en Reino Unido en Sky Movies Premiere.